# Мартін Зоммерфельдт
Мартін Генрі Зоммерфельд (нім. Martin Henry Sommerfeldt; 5 лютого 1899, Глюксбург — 10 квітня 1969) — німецький журналіст, чиновник і офіцер, майор вермахту.

## Біографія
Син проповідника. Учасник Першої світової війни і Каппського заколоту, після чого став журналістом газети Der Reichsbote, потім — головним редактором газети Tägliche Rundschau. В 1932 році опублікував біографію Германа Герінга, завдяки чому 17 лютого 1933 року той призначив Зоммерфельдта в пресслужбу Прусського міністерства. В квітні 1933 року очолив службу. В тому ж році опублікував нову біографію Герінга, яка до 1937 року була мала 14 видань. В травні 1934 року був звільнений з посади,  21 липня відправлений в тимчасову, в жовтні — в постійну відставку. В 1936 році вступив у вермахт. В кінці 1930-х років став партнером видавництва E. S. Mittler & Sohn. Під час Другої світової війни став головним зв'язковим між ОКВ і відділом іноземної преси Імперського міністерства пропаганди. 6 грудня 1944 року звільнений за наказом Йозефа Геббельса.

## Нагороди
- Залізний хрест 2-го і 1-го класу
- Балтійський хрест
- Почесний хрест ветерана війни з мечами
- Медаль за участь у Європейській війні (1915—1918) з мечами (Третє Болгарське царство)
- Медаль «У пам'ять 1 жовтня 1938»
- Хрест Воєнних заслуг 2-го класу з мечами

- Willi A. Boelcke (Hrsg.): Kriegspropaganda 1939–1941. Geheime Ministerkonferenzen im Reichspropagandaministerium. Deutsche Verlags-Anstalt, Stuttgart 1966.
- Berlin-Brandenburgische Akademie der Wissenschaften: Die Protokolle des Preußischen Staatsministeriums 1817–1934/38. Band 12 (4. April 1925 bis 10. Mai 1938), Teilband 2, 2004, S. 702.
- Herrmann A. L. Degener (Hrsg.): Wer ist’s? Bd. 10, Berlin 1935, S. 1515.
- Das Deutsche Führerlexikon, Otto Stollberg G.m.b.H., Berlin 1934